# GSG Leo Vroman

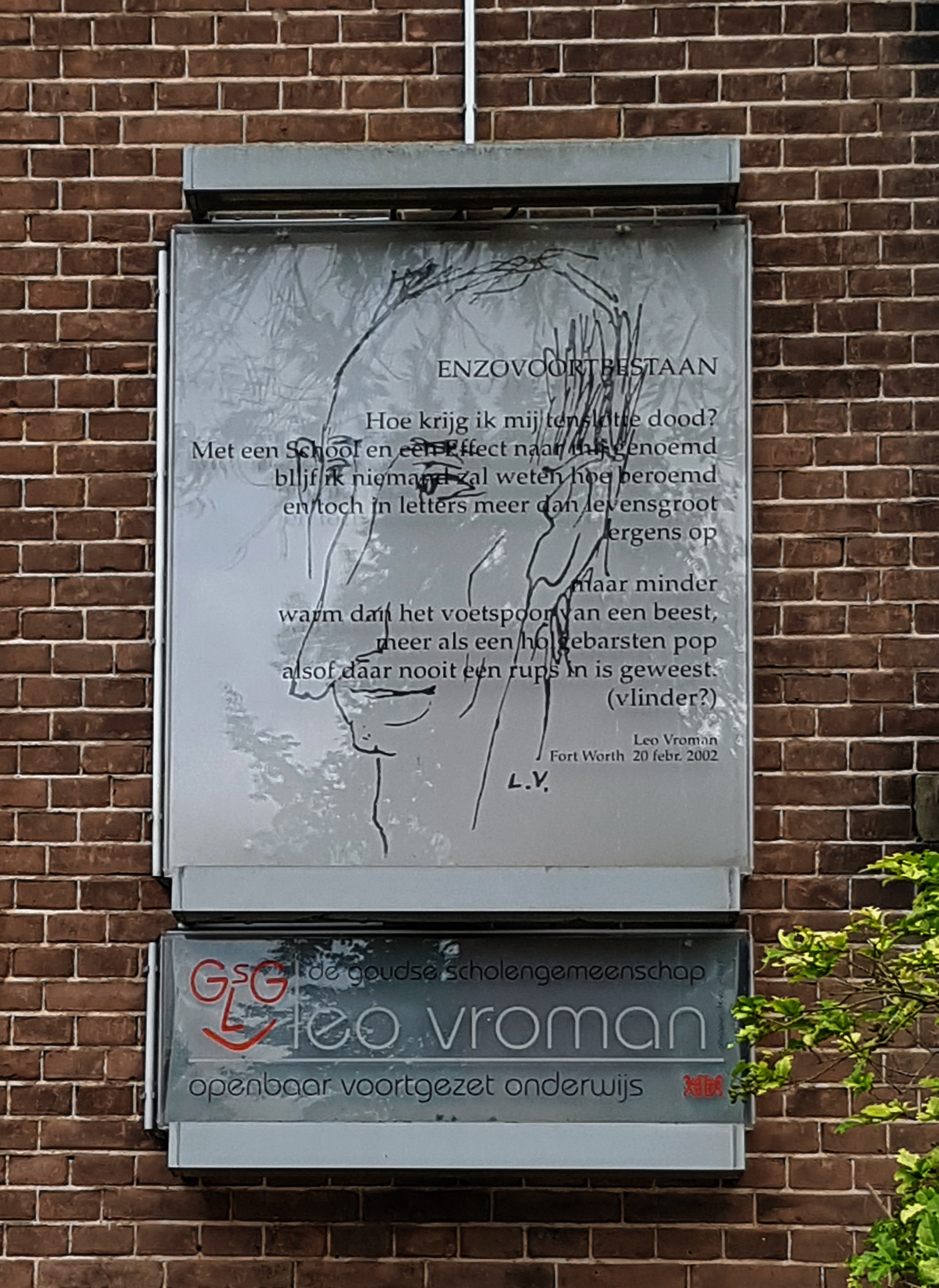
Gedicht op de gevel van de GSG, locatie Burg. Martenssingel

De Goudse Scholengemeenschap Leo Vroman, kortweg GSG, is een school voor openbaar voortgezet onderwijs in de Nederlandse stad Gouda.
De scholengemeenschap ongeveer 1550 leerlingen en is gevestigd op drie locaties: één speciaal voor alle brugklassen aan de Burgemeester Martenssingel 72, een voor de tweede, derde, vierde en vijfde klas van de havo en de tweede, derde, vierde, vijfde en zesde klas voor het atheneum aan de Willem de Zwijgersingel 5 en nog een locatie voor de mavo aan de Burgemeester Martenssingel 15.
De school is vernoemd naar dichter en bioloog Leo Vroman, die een oud-leerling is van de school, toen nog de Rijks-HBS. Zijn vader was leerkracht natuurkunde op de school. De Goudse Rijks Hoogere Burgerschool met driejarige cursus ontstond in 1863 en werd in oktober 1866 plechtig ingewijd. In september 1954 werd binnen de RHBS de Middelbare Meisjesschool (MMS) opgestart. Na de invoering van de mammoetwet in 1968 werden HBS en MMS afgebouwd en vervangen door Atheneum en school voor havo. Met een naburige school voor havo ging de voormalige Rijks-HBS deel uitmaken van de Rijksscholengemeenschap (RSG). In 1991 werd de school door het rijk aan de gemeente overgedragen. Vanaf dat moment werd de naam veranderd in Goudse Scholengemeenschap (GSG). Op 1 augustus 2002 werd ervoor gekozen de naam Leo Vroman aan de schoolnaam te koppelen.
Sinds 5 september 2014 is het hoofdgebouw van GSG Leo Vroman gevestigd in een nieuwe school aan de Willem de Zwijgersingel.

## Oud-leerlingen
- Ronald Bandell
- Daniël den Hoed
- Willem Julius
- Wim Kok
- Christien Lafeber
- Loebas Oosterbeek
- Arie Scheygrond
- Leo Vroman
- Eefje de Visser
- Maaike Ouboter
- Michel Breuer